# 科爾德河谷 (英國國會選區)
科爾德河谷（英語：Calder Valley），英國國會一郡選區，包括英格蘭約克郡-亨伯西約克郡西部、科爾德河谷大部，共十個地方選區。
始於1983年。2010年大選中工黨的現任議員克莉斯汀·麥卡弗蒂宣佈退休，保守黨的克萊格·惠特克以39.4%選票勝出，自工黨手上奪回失去十三年的議席。